# Vanni Corbellini

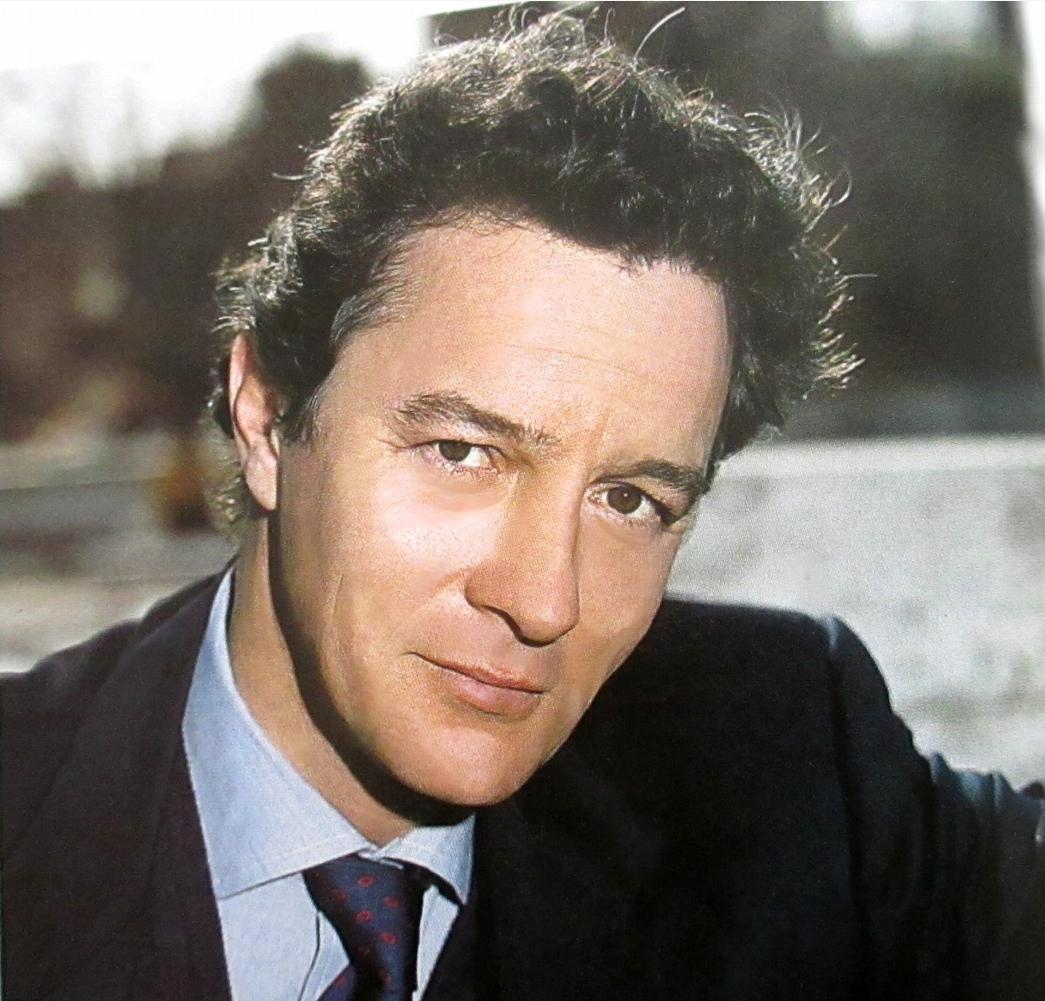
Vanni Corbellini

Vanni Corbellini (Torino, 15 febbraio 1955) è un attore italiano.

## Biografia
Nato e cresciuto a Torino da genitori toscani, padre ingegnere e madre pittrice, ha conseguito la maturità scientifica e frequentato poi la Facoltà di Economia e Commercio. Ha praticato sci ed equitazione a livello agonistico. Ha iniziato la sua attività artistica presso il Teatro Stabile di Torino; successivamente ha allestito spettacoli per bambini ed è stato promosso aiuto regista. Dopo tre anni si è trasferito a Roma lavorando, tra gli altri, con Giorgio De Lullo. In campo cinematografico ha partecipato al film Colpire al cuore di Gianni Amelio (1982) nel ruolo del terrorista, e collaborato con il regista e pittore gallese Peter Greenaway.
Ha interpretato Andrea Linori nella serie televisiva La piovra 5 - Il cuore del problema, e Gano di Maganza nella coproduzione internazionale "Carlo Magno". Ottiene la popolarità nel 1998, quando è il protagonista della fiction Rai Incantesimo. Partecipa ad altre fiction di successo, come Un posto al sole e Una donna per amico; nel 2001 è tra i protagonisti del film tv Antonia, tra amore e potere; nel 2005 interpreta il ruolo di Ponzio Pilato nella miniserie San Pietro, diretta da Giulio Base, quello di Pietro Koch, nel 2006, in La buona battaglia - Don Pietro Pappagallo, regia di Gianfranco Albano, e un ufficiale piemontese in Eravamo solo mille, nel 2007, regia di Stefano Reali.

## Filmografia

### Cinema
- Paesaggio con figure, regia di Silvio Soldini (1983)
- Colpire al cuore, regia di Gianni Amelio (1983)
- Le foto di Gioia, regia di Lamberto Bava (1987)
- Il ventre dell'architetto (The Belly of an Architect), regia di Peter Greenaway (1987)
- Giochi nell'acqua, regia di Peter Greenaway (1988)
- Modì, regia di Franco Brogi Taviani (1990)
- Isimeria, regia di Nikos Kornilios (1991)
- La fine dell'intervista, regia di Stefano Roncoroni (1994)
- Film, regia di Laura Belli (2000)
- L'amore è eterno finché dura, regia Carlo Verdone (2004)
- Time Raiders, regia di Daniel Lee (2016)

### Televisione
- Una questione privata, regia di Alessandro Cane (1982) - Film TV
- L'andreana, regia di Leonardo Cortese - miniserie TV (1982)
- Ugo Foscolo, regia di Massimo Scaglione - serie TV (1983)
- Valentino, regia di Maurizio Ponzi - miniserie TV (1983)
- Caccia al ladro d'autore, regia di Sergio Martino e Tonino Valerii (1985)
- Aeroporto internazionale - serie TV (1985)
- Paolo e Francesca, regia di V. de Sisti (1985)
- Symphonie, regia di Jean-Pierre Desagnat (1986)
- Il giudice istruttore - serie TV, episodio Il caso Corderi, regia di Gianluigi Calderone (1987)
- Turno di notte - serie TV, episodio È di moda la morte, regia di Lamberto Bava (1987)
- Passioni, regia di Riccardo Donna - serie TV (1989)
- Una verità come un'altra, regia di Gianluigi Calderone (1989)
- Disperatamente Giulia, regia di Enrico Maria Salerno - miniserie TV (1989)
- La piovra 5 - Il cuore del problema, regia di Luigi Perelli (1990)
- Vita dei castelli, regia di Vittorio De Sisti (1990)
- La storia spezzata, regia di Andrea Frazzi e Antonio Frazzi (1990)
- La ragnatela, regia di Alessandro Cane (1991)
- Un posto freddo in fondo al cuore, regia di Sauro Scavolini (1992)
- Edera, regia di Fabrizio Costa - telenovela (1992)
- L'amore che non sai, regia di Arend Agthe e Georg Tressler (1992)
- Tre passi nel delitto: Cherchez la femme, regia di Fabrizio Laurenti (1993)
- La ragnatela 2, regia di Alessandro Cane (1993)
- Carlo Magno, regia di Clive Donner - miniserie TV (1993)
- Tre passi nel delitto: Villa Maltraversi, regia di Fabrizio Laurenti (1993)
- Morte di una strega, regia di Cinzia TH Torrini - miniserie TV (1995)
- Incantesimo, di registi vari - soap opera (1998)
- Der Kapitän - serie TV, episodio Das Geheimnis der Viking, regia di Helmut Metzger (2000)
- Una donna per amico 3 - serie TV (2001)
- Antonia - Zwischen Liebe und Macht, regia di Jörg Grünler (2001)
- Senza confini, regia di Fabrizio Costa (2001)
- San Pietro, regia di Giulio Base - miniserie TV (2005)
- Giovanni Paolo II, regia di John Kent Harrison - miniserie TV (2005)
- La buona battaglia - Don Pietro Pappagallo, regia di Gianfranco Albano (2006)
- La freccia nera, regia di Fabrizio Costa - miniserie TV (2006)
- Un posto al sole, registi vari - soap opera(2006)
- Eravamo solo mille, regia di Stefano Reali (2007)
- Zodiaco, regia di Eros Puglielli - miniserie TV (2008)
- La nuova squadra - Seconda serie, registi vari - serie TV (2009)
- I Cesaroni 5 - serie TV (2012)

## Teatro
- Barbariccia contro Bonaventura di Sergio Tofano, regia di Franco Passatore (1979)
- La guerra di Carlo Goldoni, regia di S. Liberovici (1979)
- I giganti della montagna di Luigi Pirandello, regia di Mario Missiroli (1980)
- Tre sorelle di Anton Čechov, regia di Giorgio De Lullo (1981)
- La locandiera di Carlo Goldoni, regia di Giorgio De Lullo (1981)
- Cyrano de Bergerac di Edmond Rostand, regia di Ennio Coltorti e Gigi Proietti (1984)
- D'Annunzio e il Garda, viaggio nella poesia italiana del '900 di M. T. Cipani, regia di Fabrizio Costa (2000)
- Dalla parte del lupo di Emiliano Crialesi e Marco di Bartolomei, regia di Danilo Gattai (2001)
- La vigilia di Linda Brunetta, regia di Caroline Chaniolleau (2003)